# 感情調節障害
感情調節障害（かんじょうちょうせつしょうがい、英：Emotional dysregulation）とは、ある感情を起こさせる刺激を考慮すれば望ましい範囲内にない、様々な感情の反応のことである。

## 解説
情動調節障害は、早期の心理的外傷、脳損傷、または慢性的な虐待（児童虐待、育児放棄、施設でのネグレクト/虐待など）の経験、および反応性愛着障害などの関連障害と関連している可能性がある。
情動調節障害は、注意欠陥多動性障害、自閉症スペクトラム障害、双極性障害、境界性パーソナリティ障害、複雑性心的外傷後ストレス障害、胎児性アルコールスペクトラム障害などの精神疾患のある人にみられることがある。
境界性人格障害や複雑性心的外傷後ストレス障害などでは、情動刺激に対する過敏性により、正常な情動状態に戻るのが遅くなる。これは生物学的には、脳の前頭皮質の欠損によって現れる。そのため、前頭葉障害などの外傷性脳損傷後の期間は、感情調節障害が顕著になる。これは神経変性疾患にも当てはまる。
感情調節障害の症状は、極度に涙もろくなる、怒りが爆発する、あるいは物を破壊したり投げつけたりするなど、行動の爆発、自己または他者に対する攻撃性、自殺すると脅すなどである。感情調節障害は行動上の問題を引き起こし、家庭、学校、職場などで、社会的交流や人間関係に支障をきたすことがある。

## 由来
dysregulationという単語は、接頭辞dys-とregulationを組み合わせた新造語である。ウェブスター辞典によると、dys-はさまざまな語源を持ち、ギリシャ語起源である。ラテン語とギリシャ語を語源とし、古英語のtō-、te-「離れた」、サンスクリット語のdus-「悪い、難しい」に似ている。disregulationという綴りと混同されることが多いが、接頭辞のdisは「～の反対」または「～の不在」を意味する。disregulationが規制の撤廃または不在を指すのに対し、dysregulationは不適切または非効果的な規制方法を指す。

## 子供の精神病理学
子供の感情調節障害とその後の精神病理学との間には関連性がある。例えば、ADHDの症状は、感情調節、意欲、覚醒の問題と関連している。ある研究では、5ヵ月時と10ヵ月時の情動調節障害と、18ヵ月時に親が報告した怒りや苦痛の問題との間に関連があることがわかった。また、5ヵ月時の感情調節行動の低レベルは、30ヵ月時の非従順行動とも関連していた。情動調節障害と子供の精神病理学との関連は発見されているが、早期の情動調節障害とその後の精神病理学がどのように関連するのか、そのメカニズムはまだ明らかではない。

## 症状
喫煙、自傷行為、摂食障害、中毒はすべて感情調節障害と関連している。身体表現性障害は、感情を調節し経験する能力の低下や、感情を肯定的に表現できないことが原因で起こる。感情の調節が困難な人は、感情を調節する方法として食物や物質を用いるため、摂食障害や薬物乱用のリスクがある。感情調節障害は、精神障害、特にうつ病や双極性障害などの感情障害を発症するリスクが高い人にもみられる。

### 幼少期
調節障害はこの年齢層に多くみられ、一般に子供の成長とともに減少すると考えられている。幼児期には、情動調節障害や反応性は、情動障害を示すというよりもむしろ状況的なものであると考えられる。親の気分障害を遺伝的および環境的決定要因として考慮することが重要である。うつ病の症状を持つ親の子供は、感情を調節するための戦略を学ぶ可能性が低く、気分障害を受け継ぐ危険性がある。親が自分の感情をうまく調節できない場合、子供にうまく調節することを教えられないことが多い。子供の発達における親の役割は、養育者と子供の関係の特徴が将来の関係に影響を与えると主張する愛着理論によって認められている。現在の研究では、愛情が薄く、敵意が強い親子関係は、子供に感情調節の問題を引き起こす可能性があることが示されている。子供の感情的欲求が無視されたり拒絶されたりすると、将来、感情を扱うことがより困難になる可能性がある。さらに、両親間の葛藤は、子供の情動反応性や情動調節障害の増加と関連している。その他の要因としては、仲間との関係の質、子供の気質、社会的または認知的理解などが関係する。さらに、喪失や悲嘆が感情調節障害を引き起こすこともある。
情動調節の失敗は、演技や外在化障害、行動問題の発現に関係する可能性があることが、研究によって示されている。困難な課題を提示されたとき、情動調節に欠陥があるとされた子供（高リスク）は、情動調節に問題のない子供（低リスク）に比べて、課題に取り組む時間が短く、かんしゃくを起こしたり、あせったりする時間が長かった。高リスク児は自己調節が困難で、養育者の要求に従うことが難しく、反抗的であった。情動調節障害は、小児期の社会的引きこもりとも関連している。

#### 内向化行動
子供の感情調節障害は、以下のような内向化行動と関連する可能性がある。
⚫︎ 状況に対して激しすぎる感情を示す
⚫︎ 動揺するとなかなか落ち着かない
⚫︎ ネガティブな感情がなかなか減らない
⚫︎ 自分を落ち着かせることができない
⚫︎ 感情的な体験を理解するのが難しい
⚫︎ 否定的な感情に対処するとき、回避的になったり攻撃的になったりする
⚫︎ 否定的な感情が強くなる

#### 外向化行動
子供の感情調節障害は、以下のような外向化行動と関連する可能性がある。
⚫︎ より極端な感情を示す
⚫︎ 感情的な合図を識別するのが難しい
⚫︎ 自分自身の感情を認識するのが難しい
⚫︎ 否定的なことに集中する
⚫︎ 注意をコントロールするのが難しい
⚫︎ 衝動的
⚫︎ ネガティブな感情を抑えるのが難しい
⚫︎ 動揺したときに落ち着くのが難しい

### 思春期
青年期の感情調節障害は、うつ病性障害、不安障害、心的外傷後ストレス障害、双極性障害、境界性パーソナリティ障害、薬物使用障害、アルコール使用障害、摂食障害、反抗的反抗障害、崩壊性気分調節障害など、多くの精神疾患の危険因子である。感情調節障害はまた、自傷、自殺念慮、自殺企図、危険な性行動とも関連している。情動調節障害は診断名ではなく、介入が必要な情緒的または行動的問題の指標である。
愛着理論と不安定な愛着の考え方は、感情調節障害に関与している。愛着の安全性が高いほど、娘の感情調節障害は少ない。さらに、感情調節障害に悩む10代の女性は男性よりも多いことが観察されている。セラピーや精神科施設への入所など、専門家による治療が推奨される。

### 成人期
感情調節障害は、状況に比べて過剰と思われる感情反応として現れる傾向がある。感情調節障害のある人は、落ち着くことが難しかったり、困難な感情を避けたり、否定的なことに焦点を当てたりすることがある。平均して、女性は男性よりも感情反応性の尺度が高い傾向がある。アイルランドのユニバーシティ・カレッジの研究によると、調節障害は成人の場合、感情に対処する能力に対する否定的な感情や反芻と相関している。また、精神障害に罹患していないサンプルにおいても、調節障害は一般的であることがわかった。

## 人間関係に与える影響

### 確立された人間関係
人間関係は一般に幸福度の向上につながるが、人間関係における不満は離婚の増加、健康の悪化、暴力の可能性につながる。感情調節障害は、人間関係の質と全体的な満足度に関与している。感情調節障害のある人が健全な人間関係を維持することは困難である。情動調節障害に悩む人は、ストレス因子に曝されると、しばしば外在化、内在化、解離を起こす。これらの行動は感情を調節しようとする試みであるが、人間関係におけるストレスに対処するには効果がないことが多い。  これは一般に、人間関係をめぐる強い不安、境界を設定し維持する能力の低下、頻繁で有害な口論、孤独感へのとらわれ、人間関係を失うことへの心配、他人に対する嫉妬や理想化の感情として現れる。このような感情は、しがみつく、窒息させる、支配しようとするなど、支援を求める行動を伴うことがある。
感情調節障害の対極にある感情調節は、人間関係を強化する。特に否定的な感情を調整する能力は、肯定的な対処、ひいてはより高い関係満足度につながる。感情調節とコミュニケーションスキルは、安全な愛着と関連しており、より高いパートナー支援や、否定的な経験について話し合ったり葛藤を解決したりする際の開放性と関連している。一方、感情調節障害は人間関係に悪影響を及ぼす。複数の研究で、感情調節不全が関係の質に及ぼす影響が指摘されている。ある研究では、衝動制御や調節戦略が欠如している夫婦では、関係満足度が低いことがわかった。また別の研究では、夫と妻の感情反応性の両方が、結婚の質だけでなく、相手の反応性に対する認識とも負の相関があることがわかった。この文献は、調節障害は批判を認知する事例を増やし、身体的・心理的暴力の一因となり、抑うつ、不安、性的困難を悪化させると結論付けている。また、調節障害は共感性を低下させ、関係の満足度、質、親密さを低下させることも観察されている。

#### 性的健康
より高いレベルの情動反応性が性欲の増加と減少のどちらに関連するかについては、研究が対立している。さらに、観察された男女間の感情反応性の違いから、この効果は男女間で異なる可能性がある。いくつかの研究では、女性の感情的反応性の高さが、パートナーの男性の性的魅力の高さにつながると推測されている。しかし、感情の調節が困難であることは、能力および全体的な満足度の両方において、性的健康の悪化に関係している。
感情調節障害は合意のない暴力的な性的接触に関与している。感情の調節スキルは、男性の中においては、性的な魅力を感じる感情を調節することで、言葉による強制を防ぐ。さらには、感情を制御するスキルが欠如していると、性的な文脈において、行動を内面化したり外面化したりする可能性がある。これは暴力を意味する可能性があり、感情を制御する戦略として機能する可能性がある。暴力を伴わない状況では、不安定な愛着を持つ個人は、つながりへの欲求を満たそうとしたり、性行為で関係上の問題を解決しようとしたりする。感情の調節障害は性的な場面で自分を表現できないことに関連しているため、コミュニケーションが妨げられることもある。これはさらなる性的困難だけでなく、被害者を生み出してしまうことにもなりかねない。よって、感情を認識し、否定的な感情を表現する能力は、性的文脈を含むコミュニケーションと社会的適応にとって重要である。
媒介効果
個人の特性や経験が、上に挙げたような行動の内面化や外面化に寄与する可能性があるが、感情調節には対人関係の側面もある。効果的に感情の共同調節をおこなっているカップルは、満足度と安定性が高くなる。人間関係の中での感情について積極的に話し合うことは、不安の感情を検証し、親密さを促進するのに役立つ。感情調節障害に苦しむパートナーのために、利用できる治療法がある。カップルセラピーは人間関係における感情調節のプロセスにプラスの影響を与え、人間関係の満足度と質を向上させる効果的な方法であることが証明されている。

## 防御因子
幼少期における養育者との経験は、個人の感情調節に影響をもたらす可能性があり、乳児が出す合図に養育者が反応してあげると、乳児が自分の感情システムを調節するのに役立つ。養育者が子供を圧倒したり、予測不可能な関わり方をすると、感情調節の発達を損ねる可能性がある。効果的な戦略には、子供に協力して自制心の発達をサポートすることが含まれる。例えば、自制心を要求するのではなく、望ましい行動のモデルとなるようにすることなどである。
子供が晒される環境の豊かさは、感情調節の発達を助ける。環境は適切なレベルの自由と制約を提供する必要がある。環境は子供が自己調節を実践する機会を与える必要がある。過剰な刺激や過度の欲求不満なく、子供が社会的スキルを実践できる環境は、感情の自己調節スキルの発達に役立つ。

## 薬物使用
児童虐待、コルチゾールレベル、家庭環境、うつ病や不安障害の症状など、若者の感情調節障害と薬物使用との関係を説明するために、いくつかの異なる考え方が検討されてきた。ナタリー・チャーチルとゴールドスタインら (2014) は、幼少期の虐待と感情調節障害との関係を調査した。幼少期により厳しい虐待を体験すると、感情調節が困難になることが判明している。その結果、マリファナ使用で対処しようとする可能性が高まることと関連していた。クリエワーら (2016) は、青少年の間の薬物使用と、家族の中のネガティブな感情的な雰囲気、感情調節障害、予測コルチゾール値の鈍化との関係を研究した。家族の中のネガティブな感情的な雰囲気が高まると、感情調節障害が強くなり、薬物使用の増加も関連していた。女子の間では、予測性コルチゾールレベルの鈍化が見られ、これも薬物使用の増加と関連していた。幼少期の出来事、感情調節障害を伴う家庭環境は、どちらも薬物使用と関連していると思われる要因である。プロセク、ジョルダーノ、ウェーラー、マッカロー (2018) は、大学の違法薬物使用者のメンタルヘルスと感情調節との関係を調査した。違法薬物使用者は、より高いレベルのうつ病や不安などの症状を示した。ある意味において、感情調節障害は違法薬物使用者の間で最も顕著であった。彼らは自分がある感情を抱いている時に、それらへの明晰さを欠き、感情に気づいていなかった。

## 治療
自己制御の不能さや調節できない感情に悩まされるということは、多くの人々が経験する。従ってその重大さを判断する際には、潜在的かつ根本的な問題を考慮することが大切である。感情を適切に表現し、調節する能力は、より良い人間関係とメンタルヘルスに関連しているため、親のサポートは、感情調節障害に苦しむ子供が感情調節するのを助ける。保護者がこの問題に対処できるようにするためのトレーニングは、予測可能性と一貫性に重点を置いている。これらの原則は、親近感を生み出すことで快適さをもたらし、ひいては安全性をもたらすと考えられている。